# Ferdinand Ebner (Philosoph)
Ferdinand Ebner (* 31. Jänner 1882 in Wiener Neustadt; † 17. Oktober 1931 in Gablitz in Niederösterreich) war ein österreichischer Volksschullehrer und Philosoph. Er wird zusammen mit Martin Buber zu den herausragendsten Vertretern des dialogischen Denkens gerechnet.
Ebners Philosophie ist an der Ich-Du-Beziehung orientiert und bereitet den christlichen Existenzialismus Gabriel Marcels vor. Ausgehend von der Einheit von Ich und Du im Wort entwickelte Ebner eine religiös fundierte Sprachphilosophie.

## Leben
Ferdinand Ebner besuchte das Gymnasium und mit einem Jahr Unterbrechung wegen eines Erholungsaufenthaltes in Gleichenberg und Alland das Niederösterreichische Landes-Lehrerseminar in Wiener Neustadt. Nach seiner Matura wurde er Lehrer in Waldegg im Piestingtal. Schon hier war er von Depressionen gekennzeichnet. 1912 wurde Ebner nach Gablitz im Wienerwald versetzt, von wo aus er immer wieder in die Wiener Kulturszene flüchtete. „Ganze Tage verbrachte er nun in den Wiener Kirchen, Museen, Konzertsälen, Theatern und Kaffeehäusern. In letzteren diskutierte er mit Freunden und Bekannten und vertiefte sich stundenlang in ‚Die Fackel‘ und den ‚Brenner‘.“ (Martin Weiß: BBKL)
An beiden Stellen beschäftigte sich Ebner mit philosophischen Themen und las zunächst Otto Weiningers Geschlecht und Charakter, später Arthur Schopenhauer, Søren Kierkegaard und Friedrich Nietzsche. Sein erstes philosophisches Werk Ethik und Leben: Fragmente einer Metaphysik der individuellen Existenz verfasste er schon 1913/14, es blieb unveröffentlicht. Sein Hauptwerk Das Wort und die geistigen Realitäten: Pneumatologische Fragmente wurde nach auszugsweisen Vorabdrucken in der Zeitschrift Der Brenner 1921 im Brenner-Verlag Ludwig von Fickers, mit dem sich Ebner inzwischen angefreundet hatte, veröffentlicht.
1923 unternahm Ebner, nachdem er widerwillig Leiter der Volksschule geworden war, wegen erneuter Depressionen zwei Selbstmordversuche. Nach seinem Sanatoriumsaufenthalt auf Burg Hartenstein heiratete er seine Kollegin Maria Mizera. Wegen der weiteren Verschlechterung seines Gesundheitszustandes wurde er im November 1923 in den Ruhestand versetzt. 1931 starb Ebner an Tuberkulose.
Ebners Nachlass befindet sich im Brenner-Archiv in Innsbruck.

## Philosophie
Die Veröffentlichung von Ebners Hauptwerk, den pneumatologischen Fragmenten, war begleitet von einem geringschätzigen Gutachten des Wiener Philosophieprofessors Adolph Stöhr. Dieser ließ keinen Zweifel an seiner Ablehnung des Buches, wenn er das Buch ein „Erbauungsbuch für Theosophen und andere Mystiker“ nennt, Ebner bestenfalls als „Kierkegaard-Verehrer“ gelten lässt und seine Beurteilung mit der ernüchternden Bemerkung schließt: „Wissenschaftlich-psychologisch und wissenschaftlich-philosophisch ist das Werk glattweg unmöglich“. Wie man sieht, beginnt die Rezeption des Werkes Ferdinand Ebners mit vernichtender Kritik und Unverständnis. Ein Umstand, der ihm jedoch mehr als bekannt zu sein schien, wie folgendes Zitat beweist: 

„Denn ein Buch, das von keinem Menschen mit Verständnis gelesen werden kann, der nicht über dieser Lektüre ein andrer würde – wie ich darüber, dass ich meine Gedanken in den letzten Jahren meines Lebens dachte, ein andrer Mensch geworden bin – ein solches Buch kann nicht anders als im demütigen Verzicht auf ein Verstandenwerden geschrieben werden.“

Nach genauer Betrachtung des Werkes kann man diese vernichtende Kritik nicht teilen, wenngleich man sich der Meinung Bernhard Caspars anschließen muss, dass die Philosophie Ebners äußerst inchoativ sei. Damit sei gemeint, er stoße den Gedanken nur an und führe ihn nicht bis zum Ende, wie er selbst an einer Stelle anmerkt: „Die Fragmente sind ja doch nur inchoativ. Wer wird diesen in ihnen angefangenen Gedanken weiterdenken?“ (Casper, S. 249).

### Kritik
Doch ebenso wie die Rezeption beginnt auch das Werk Ebners mit Kritik, warf er doch der abendländischen Philosophie vor, sie „beraube das Wort seines wahren Inhalts, reiße es aus der Lebendigkeit und mache aus ihm einen abstrakten Begriff, der in der Tat eine Entleerung des Wortsinnes bedeutet“ (Jagiello, S. 403). Der wahre Inhalt des Wortes gehe nämlich bereits im ersten Moment seiner Rezeption verloren, wenn der Logos des Johannesevangeliums als Vernunft missverstanden wird. Schließlich bedeute logos zwar auch Vernunft, aber in erster Linie „Wort“ beziehungsweise „Rede“, doch „Philosophieprofessoren freilich, die, wenn sie auf den Ausdruck Logos stoßen, automatisch – weil Denken ersparend – mit einem ‚Aha-Neuplatonismus‘ reagieren, begreifen das nicht“ (Ebner: Glossen zum Introitus des Johannesevangeliums, S. 566).
Die Wortschöpfung rückt somit in den Mittelpunkt seines Denkens, ganz in dem Sinne, dass der Mensch denkt, weil er das Wort hat. Und aus diesem Grund steht auch das Wort am Anfang Ebners Philosophie, wenngleich mit der Einschränkung, dass das Wort der Vernunft bedarf und umgekehrt, beziehungsweise – anderes formuliert – weil „im Worte die Vernunft und das Wort in der Vernunft ist“ (Ebner: Glossen zum Introitus des Johannesevangeliums, S. 567).
Ebenso war er der allgemeinen Wissenschaft, die im Menschen ein Wesen sieht, das sich über seine untermenschliche Natur erhob, abgeneigt. Denn weder hat sich der Mensch erhoben, noch war die Natur es, die ihn emporhob, sondern einzig und alleine eine Macht, die weit über ihm steht und über der Natur, Gott. Denn nach Sichtweise Ebners war es allein Gott, das göttliche DU, durch den das Wort und die Vernunft in den Menschen gelegt wurden. (Jagiello, S. 258)
Und auch, oder besonders, der Journalismus wurde von Ebner aufs schärfste kritisiert. Im Sinne Platons warnt er vor der Gefahr des gedruckten Wortes, denn „es kommt überall hin, auch zu denen, die es nicht verstehen und es weiß selbst nicht zu sagen, für wen es bestimmt war und für wen nicht“ (Ebner: Glossen zum Introitus des Johannesevangeliums, S. 586). Diese papiergewordene Lüge sei es schließlich, die den wahren Sinn des Wortes ruiniere und den geistigen Verfall des Menschen vorantreibe.

### Pneumatologie
In seiner allgemeinen Bedeutung leitet sich der Begriff Pneumatologie von griechisch pneuma, also Geist ab. Der Begriff wurde 1620 erstmals von J.-H. Alsted eingeführt, der darunter einen speziellen Teil der Metaphysik verstand, der von Gott, den geschaffenen Engeln und Seelen der Menschen als den drei stofflosen und vernunftbegabten Geistern spricht.
Das heißt, auf den Punkt gebracht: „Pneumatica est scientia de spiritu“, also „Pneumatologie ist die Wissenschaft vom Geist“.
Im Historischen Wörterbuch der Philosophie findet sich weiter ein geschichtlicher Abriss der begrifflichen Verwendung, der unter anderem erwähnt, dass der Begriff bei Hegel in Geisteslehre und später in Geisteswissenschaft abgeändert wurde, wodurch die ursprüngliche Bedeutung verwaschen wurde und der Begriff mitunter sogar totgesagt wurde.
Fälschlicherweise, denn mit Rosenkranz kommt es zur Wiederbelebung der Pneumatologie, da er versucht, diese neben der Anthropologie und Phänomenologie als Wissenschaft vom Subjekt beziehungsweise Geist zu bewahren. Ebner findet keine besondere Erwähnung, lediglich im Zusammenhang mit der Erfolglosigkeit der Wiederbelebung der Pneumatologie wird sein Name samt Hauptwerk lapidar genannt. Dort heißt es: „ähnliche Aneignungen des Begriffs Pneumatologie für eine Geistesphilosophie im 20. Jahrhundert blieben auch nur Episoden“.
Ebner geht in seiner Begriffsbestimmung noch einen Schritt weiter. Für ihn ist Pneumatologie auch die „Lehre vom Geist“, doch anders als im ursprünglichen Sinne mehr noch die „Lehre vom Geist des Wortes“ (Jagiello, S. 405). Ein nicht unwesentlicher Unterschied.
So wie im Johannesevangelium steht auch am Anfang von Ebners Philosophie das Wort, das er von Gott erhalten hat. Erst wenn Gott ihn angesprochen hat, wird der Mensch zum Menschen. (Jagiello, S. 252)
Genauer gesagt legte Gott den Sinn für das Wort in uns, worunter in etwa zu verstehen ist: „der Weg auf dem etwas in uns eingeht. Sinn für etwas haben, heißt ihm geistig entgegenkommen“. (Hohmann, S. 50) Erst indem sich der Mensch seine Umwelt geistig deuten konnte, stand ihm der Weg zu Zivilisation und Kultur offen, beziehungsweise machte er sich selbst frei, um deuten und begreifen zu können. Dies geschah durch die Aufrechtstellung des menschlichen Körpers. Wie Ebner sagte: „Das göttliche Wort ... richtete seinen Körper auf, sodass er nun auch anatomisch zu ihr befähigt ist, machte sein Hand frei und wandte seinen Blick zum Himmel empor“. (Ebner, Fragmente, S. 40)
Dies alles geschieht jedoch nicht in der Einsamkeit des Ichs, oder in Form eines Monologs, denn „es gibt kein Ich ohne die Welt, aber auch keine Welt ohne Ich“ (Hohmann, S. 77).

### Das ICH und das DU
Für Ebner ist das Geistige von Grund auf angelegt auf ein Verhältnis zu etwas Geistigem außer uns, durch das es und in dem es existiert. In der Pneumatologie manifestiert sich dieses Geistige außerhalb des Menschen im DU, mit dem das ICH in Beziehung steht, denn „nicht ICH und DU für sich haben das Wort. Sondern das Wort ist selbst – in der Konkretheit und Aktualität seines Ausgesprochenwerdens ... das Umfassende, durch das ICH und DU überhaupt erst sind“ (Casper, S. 207).
Würde der Mensch schließlich auf diese Beziehung verzichten und ein bloßes Dasein im Vergleich zu einem richtigen Leben führen wollen, würde er die Flucht in das Dasein eines Tieres antreten, somit auf seine geistige Aktivität verzichten. Für Ebner ist dieser Verzicht die „Pervertierung des Willens zum Leben“ und begeht eine schwere Sünde, indem er sich von Gott abwendet.

Das DU ist somit das Band zwischen mir und der Welt, wobei der eigentliche Kern dieser Beziehung nicht in meiner Wahrnehmung der Welt, sondern in der Wahrnehmung von mir selbst, also meinem ICH liegt. Der andere hält uns sozusagen einen Spiegel vor – eine Konzeption, die Ebner der Sexualphilosophie Weiningers entnommen hat – der uns mit unserem eigenen ICH konfrontiert. Er wirft uns sozusagen auf uns selbst zurück, wie Sartre es einst formulierte. Im Fragment 12 schreibt Ebner: 

„Die Welt existiert als Welterlebnis, das das Ich voraussetzt. Das Ich aber existiert, weil es Gott geschaffen hat. Die Welt existiert als Schöpfung Gottes gewissermaßen auf dem Umweg über das Ich – über den Menschen. Darin aber, daß das Ich auf ein Verhältnis zum Du hin angelegt ist (...) haben wir die Gewähr dafür, daß diese von uns erlebte Welt wirklich, nicht bloß geträumt und eine ‚Projektion des Ichs‘ ist.“

Letztlich findet das DU, gemäß dem christlichen Glauben, seine Bestimmung jedoch nur in Gott, denn „das wahre DU des ICH ist Gott“ (Hohmann, S. 23). Und so „es ist das positive Verhältnis des Ichs zum Du, es ist unser Glaube an Gott, der uns die Wirklichkeit dieser Welt vermittelt“. (I, 240).

## Zitat
„Ist’s mir ein Trost oder eine schmerzliche Übung in der Resignation, daran zu denken, dass ich ein, wenn auch nicht Rufer, so doch Schreier in der Wüste bin, dessen Wort in keines Menschen Ohr weiterklingen wird?“

## Schriften
- Ethik und Leben – Fragmente einer Metaphysik der individuellen Existenz, hrsg. v. Richard Hörmann und Ernst Pavelka, Hamburg u. a.: LIT-Verlag, 2013
- Tagebuch 1916. Fragment aus dem Jahre 1916, hrsg. v. Richard Hörmann und Markus Flatscher, Hamburg u. a.: LIT-Verlag, 2007
- Tagebuch 1917, hrsg. v. Richard Hörmann und Matthias Flatscher, Hamburg u. a.: LIT-Verlag, 2011
- Tagebuch 1918, hrsg. v. Richard Hörmann und Markus Flatscher, Hamburg u. a.: LIT-Verlag, 2014
- Tagebuch 1920 (Mühlauer Tagebuch), hrsg. v. Richard Hörmann und Monika Seekircher. Wien; Köln; Weimar: Böhlau 2001
- Das Wort und die geistigen Realitäten – Pneumatologische Fragmente. Die Geschichte der Fragmente, hrsg. v. Richard Hörmann, Hamburg u. a.: LIT-Verlag, 2009 (ebner-online)
- Das Wort und die geistigen Realitäten – Pneumatologische Fragmente 1921, Hrsg.: Herder Verlag, Wien, 1952
- Wort und Liebe. Aphorismen 1931, hrsg. v. Richard Hörmann und Krzysztof Skorulski, Hamburg u. a.: LIT-Verlag, 2015 ISBN 978-3-643-50641-2
- Das Wort ist der Weg, Herder Verlag, Wien, 1983
- Das Urwort der Sprache, in: Ficker, L: Der Brenner, 6. Folge, 2. Halbband, Brenner-Verlag, Innsbruck, 1921
- Glossen zum Introitus des Johannesevangeliums, in: Ficker, L.: Der Brenner, 6. Folge, 2. Halbband, Brenner-Verlag, Innsbruck 1921
- Schriften I – Fragmente, Aufsätze, Aphorismen, Kösel-Verlag KG, München 1963
- Schriften II – Notizen, Tagebücher, Lebenserinnerungen, Kösel-Verlag KG, München, 1963
- Schriften III – Briefe, Kösel-Verlag KG, München 1963

## Belege
1. ↑  Werner L. Hohmann: Ferdinand Ebner. Bedenker und Ebner des Wortes in der Situation der „geistigen Wende“. Die blaue Eule, Essen 1995, ISBN 3-924368-03-1, S. 27.
2. ↑  Th. Mahlmann: Pneumatologie, Pneumatik. In: Joachim Ritter u. a. (Hrsg.): Historisches Wörterbuch der Philosophie. Band 7 (P-Q). Schwabe & Co Verlag, Basel 1989, 996–999, hier: 997.
3. ↑  Ferdinand Ebner: Fragmente, Aufsätze, Aphorismen. Zu einer Pneumatologie des Wortes. Kösel Verlag, München 1963, S. 240.

| Personendaten    | Personendaten                                    |
| ---------------- | ------------------------------------------------ |
| NAME             | Ebner, Ferdinand                                 |
| KURZBESCHREIBUNG | österreichischer Philosoph (dialogisches Denken) |
| GEBURTSDATUM     | 31. Januar 1882                                  |
| GEBURTSORT       | Wiener Neustadt                                  |
| STERBEDATUM      | 17. Oktober 1931                                 |
| STERBEORT        | Gablitz                                          |